# Bièvre
Bièvrelà một đô thị ở tỉnh Namur. Tại thời điểm ngày 1 tháng 1 năm 2006, đô thị này có dân số 3.151 người. Tổng diện tích là 109,59 km², với mật độ dân số 29 người trên mỗi km².